# Comuna Bucșani, Dâmbovița
Bucșani este o comună în județul Dâmbovița, Muntenia, România, formată din satele Bucșani (reședința), Hăbeni, Racovița și Rățoaia.
La sfârșitul secolului al XIX-lea, comuna făcea parte din plasa Dealul-Dâmbovița a județului Dâmbovița și avea în componență satele Bucșani, Habeni-Bucșani și Adânca, având în total 1046 de locuitori. În comună funcționau o moară de apă, două biserici și o școală mixtă cu 70–90 de elevi. La acea vreme, pe teritoriul actual al comunei funcționa și comuna Hăbeni, formată din satele Hăbeni, Racovița și Rățoaia. Această comună avea 1027 de locuitori și în ea funcționau o biserică și o școală.
În 1925, satul Rățoaia trecuse de la comuna Hăbeni la comuna Bucșani, aceasta din urmă având 2015 locuitori în satele Rățoaia și Bucșani. Comuna Hăbeni a rămas cu satele Hăbeni și Racovița (reședința), cu 1400 de locuitori.
În 1950, cele două comune au fost arondate raionului Târgoviște din regiunea Prahova și apoi (după 1952) din regiunea Ploiești. În 1968, comuna Hăbeni a fost desființată și absorbită de comuna Bucșani, comună ce a revenit la județul Dâmbovița, reînființat.

## Demografie
Componența etnică a comunei Bucșani
     Români (89,15%)
     Romi (3,12%)
     Alte etnii (0,1%)
     Necunoscută (7,63%)
Componența confesională a comunei Bucșani
     Ortodocși (90,53%)
     Alte religii (1,51%)
     Necunoscută (7,96%)
Conform recensământului efectuat în 2021, populația comunei Bucșani se ridică la 6.092 de locuitori, în scădere față de recensământul anterior din 2011, când fuseseră înregistrați 6.864 de locuitori. Majoritatea locuitorilor sunt români (89,15%), cu o minoritate de romi (3,12%), iar pentru 7,63% nu se cunoaște apartenența etnică. Din punct de vedere confesional, majoritatea locuitorilor sunt ortodocși (90,53%), iar pentru 7,96% nu se cunoaște apartenența confesională.

## Politică și administrație
Comuna Bucșani este administrată de un primar și un consiliu local compus din 15 consilieri. Primarul, Valentin-Darian Șuțoiu[*], de la Partidul Național Liberal, este în funcție din 1 noiembrie 2024. Începând cu alegerile locale din 2024, consiliul local are următoarea componență pe partide politice:
|  | Partid                          | Consilieri | Componența Consiliului | Componența Consiliului | Componența Consiliului | Componența Consiliului | Componența Consiliului | Componența Consiliului | Componența Consiliului |
|  | ------------------------------- | ---------- | ---------------------- | ---------------------- | ---------------------- | ---------------------- | ---------------------- | ---------------------- | ---------------------- |
|  | Partidul Național Liberal       | 7          |                        |                        |                        |                        |                        |                        |                        |
|  | Partidul Social Democrat        | 7          |                        |                        |                        |                        |                        |                        |                        |
|  | Alianța pentru Unirea Românilor | 1          |                        |                        |                        |                        |                        |                        |                        |

## Obiective turistice
- Bucșani (sit de importanță comunitară inclus în rețeaua ecologică europeană Natura 2000 în România);
- Statuia lui Ion Dalles, monument istoric.